# Lucien De Brauwere
Lucien De Brauwere (* 10. Juni 1951 in Oudenaarde; † 17. Oktober 2020 ebenda) war ein belgischer Radrennfahrer.

## Sportliche Laufbahn
De Brauwere war im Straßenradsport aktiv. Er war Teilnehmer der Olympischen Sommerspiele 1972 in München. Im olympischen Straßenrennen kam er auf den 59. Platz. 1972 gewann er die nationale Meisterschaft im Straßenrennen der Amateure vor Louis Verreydt und den Circuit du Hainaut.
1973 wurde er Berufsfahrer im Radsportteam Flandria-Carpenter-Shimano und blieb bis 1976 als Radprofi aktiv. 1973 holte er jeweils einen Etappensieg in der Luxemburg-Rundfahrt und im Étoile des Espoirs.
Die Tour de France fuhr er dreimal. 1973, 1974 und 1975 schied er jeweils aus. In der Vuelta a España 1975 wurde er 49.